# Nicolas Madget (espion)
Pour les articles homonymes, voir Nicolas Madget (homonymie).
Nicolas Madget, ou Nicholas Madgett, né en 1758 à Tralee, dans le comté de Kerry (Irlande), est un ecclésiastique irlandais et un espion britannique. Il est généralement confondu avec son cousin et homonyme Nicolas Madget, patriote irlandais né à Kinsale, près de Cork, en 1740, qui fut un agent du ministère français des Affaires étrangères,.

## Biographie
Né à Tralee (diocèse de Kerry, Irlande) en 1758, Nicolas Madget part en 1770 en France, où il étudie au collège Sainte-Barbe de Paris, dont son oncle, le Dr. Nicolas Madget, avait été le président. Après son ordination comme prêtre, il obtient un office près de Bordeaux. En 1776, il remplace Corneille Scanlan à la cure de Civrac et d'Escurac (Médoc), que celui-ci occupait depuis 1726, ; Thadée Murphy est son vicaire. De 1784 à 1788, il est chapelain du comte James Fanning, natif de Limerick, propriétaire du château de La Roche-Talbot, près de Sablé,. En 1788, il obtient la cure de Blaignon, près de Bordeaux, où il œuvre lors du déclenchement de la Révolution française.
Au début de la Révolution, il refuse de prêter le serment de la Constitution civile du clergé et abandonne sa cure, mais reste un prêtre, opposé au nouveau régime,. Après un séjour à Paris, selon ses propres dires, il part pour l'Irlande, où il demeure jusqu'en janvier 1794. Il y est certainement en juin 1793, quand il entre au service des services secrets britanniques.
Le 4 août 1794, il quitte Londres à bord du Belmont pour la Jamaïque sous le nom de Hurst. Huit jours plus tard, son bateau est capturé par trois frégates françaises près des côtes de France, et il est enfermé comme prisonnier de guerre à Brest, où il est détenu pendant quatre semaines sur un navire à l'ancre dans la baie. Le 7 janvier 1795, il est transféré dans un hôpital de Brest, dont il s'évade avec quatre autres détenus anglais, et rentre en Angleterre. 
À la fin de mai 1795, il acquiert un passeport au nom de William S. Burns, homme d'affaires américain, signé par le chargé d'affaires américain à Londres. Le 23 juin, ce passeport est signé par la municipalité de Calais avec une attestation du maire, également vice-consul des États-Unis. Quatre jours plus tard, il arrive à Paris, où il tente de faire viser ses papiers par l'administration de police, le 28,,. Toutefois, sa fausse identité est dévoilée, et il est arrêté comme un « dangereux intrigant », sous l'accusation d'espionnage et interné à la prison des Quatre-Nations. Son cas fait l'objet d'une discussion à la Convention, où un député établit que Madget a espionné et persécuté les patriotes irlandais à Dublin. Traduit devant une commission militaire le 22 juillet 1795, il parvient à obtenir un acquittement sur la charge d'espionnage, mais admet, lors d'un contre-interrogatoire, s'être échappé de prison, avant d'y retourner, et demeure en détention jusqu'à ce que le gouvernement ait pris des mesures appropriées. Il est finalement relâché le 25 novembre et retourne à Londres,. L'année suivante, il réapparaît dans le sud de l'Irlande, où il dénonce la Révolution française et le mouvement des Irlandais unis.
Après la Révolution, Madget rentre en France comme curé de Civrac, où il œuvre jusqu'à sa mort.
Le State Paper Office irlandais conserve plusieurs lettres de Madget montrant ses activités d'espionnage, le State Paper Office anglais les reçus des diverses sommes perçues par lui auprès des fonds des services secrets.